# Lybia tessellata
Lybia tessellata · Crabe boxeur à mosaïque
Espèce
Synonymes
- Grapse tessellata Latreille in Milbert, 1812[2]
- Melia tessellata (Latreille, 1812)[2]

Lybia tessellata, communément appelé Crabe boxeur à mosaïque ou Crabe pom-pom girl, est une espèce de crabes de la famille des Carpiliidae vivant dans les océans Indien et Pacifique.

## Description et caractéristiques
C'est un tout petit crabe, d'une longueur maximum de 20 mm, reconnaissable d'une part au motif en mosaïque qui orne sa carapace (rouge brique et blanc crème, liserés de noir ; les pattes sont juste annelées), et surtout, d'autre part, aux petites anémones de mer qu'il tient par le pied, à l'aide de ses pinces dont c'est la seule fonction. Ces anémones permettent au Crabe pom-pom girl de capturer des proies et, face à un prédateur, il les agite — à la manière d'une pom-pom girl secouant des pompons — comme arme d'intimidation. Ces anémones symbiotiques peuvent être des Triactis producta ou des Boloceractis prehensa,. Ce crabe présente ainsi un exemple d'utilisation d'outil par un non humain, un cas rare chez les invertébrés. Lorsque le Crabe boxeur à mosaïque perd une de ses anémones, il prélève, sur celle qui lui reste, un morceau qui se développe en une nouvelle anémone en quelques jours,.
L'alimentation ordinaire de Lybia tessellata se compose de petits invertébrés, d'algues ou de détritus.

## Noms vernaculaires
- Crabe boxeur à mosaïque, Crabe pom-pom girl ou Mélie damier, dans le monde francophone[4]
- Boxer crab ou Pom-Pom crab, dans le monde anglophone[4]
- Boxerkrabbe, dans le monde germanophone[4]

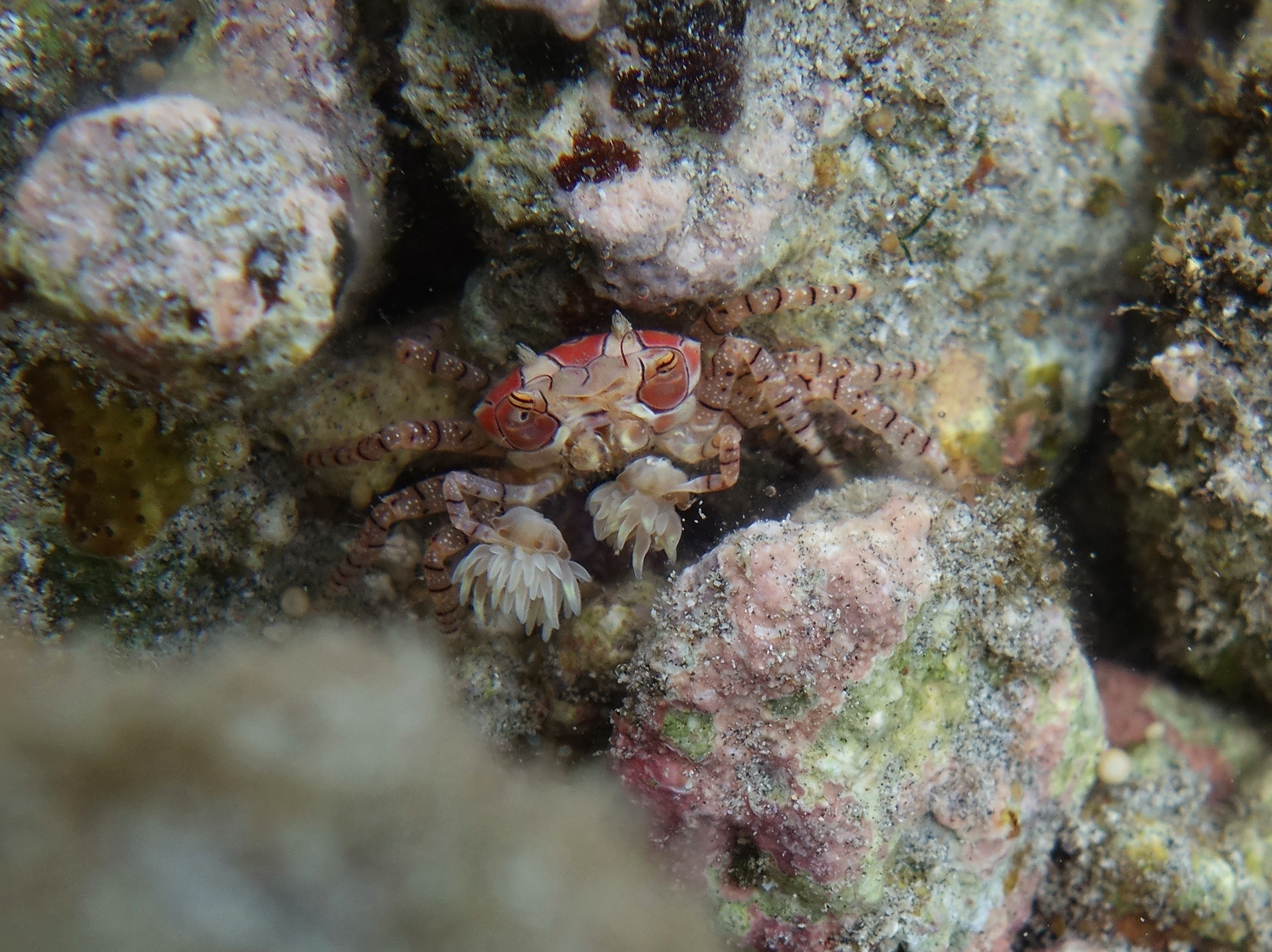
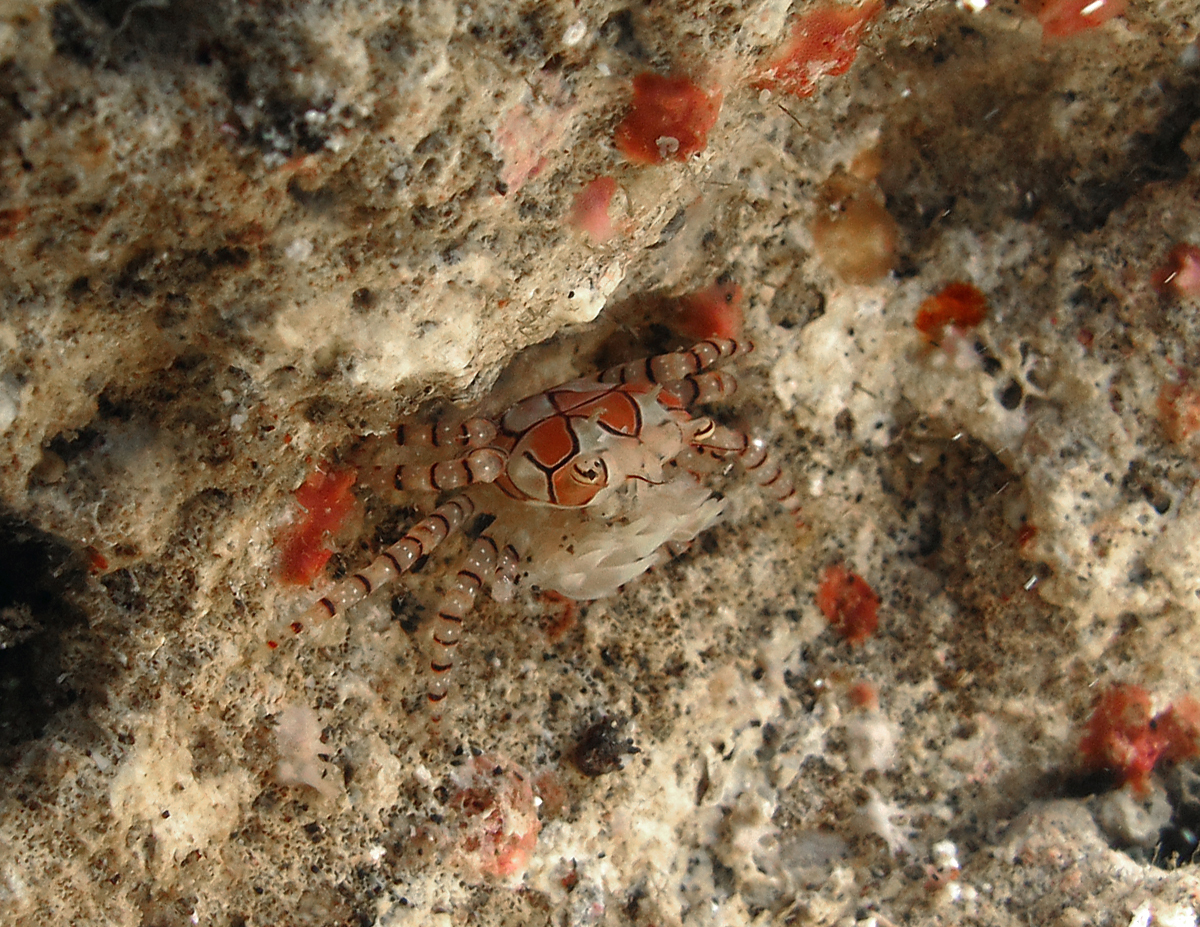
Lybia tessellata avec ses anémones de mer protectrices.
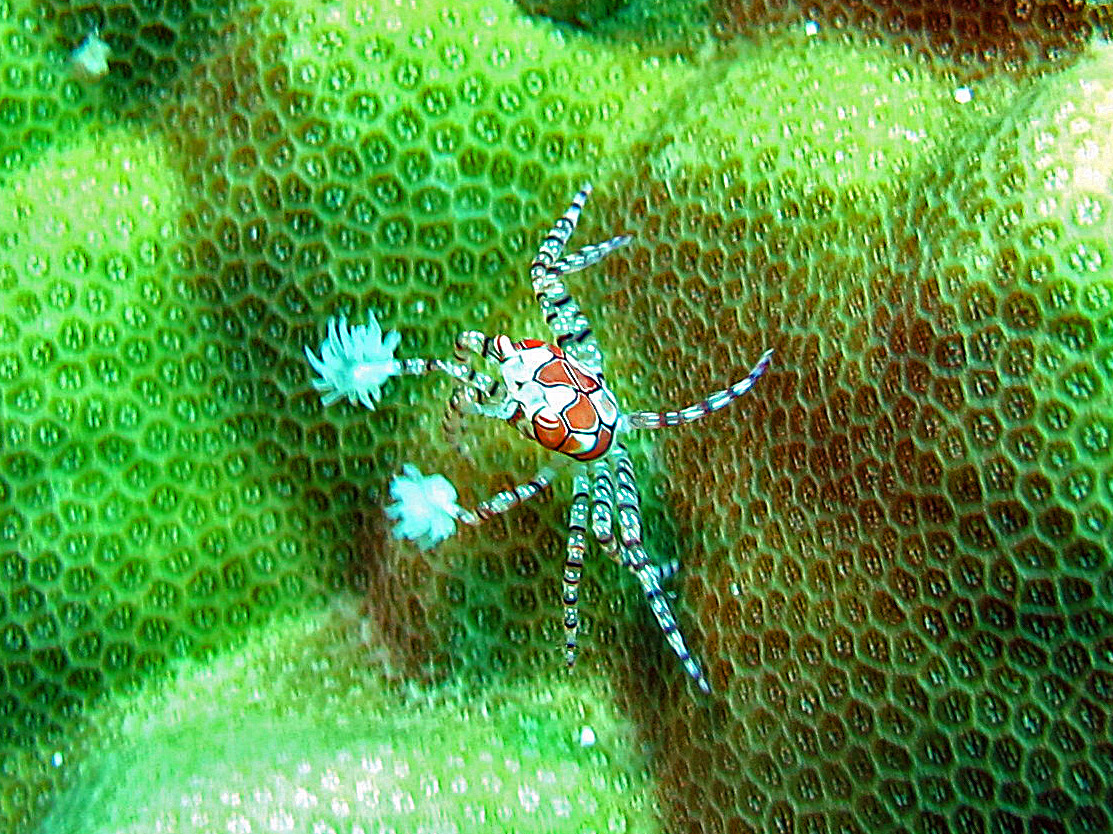
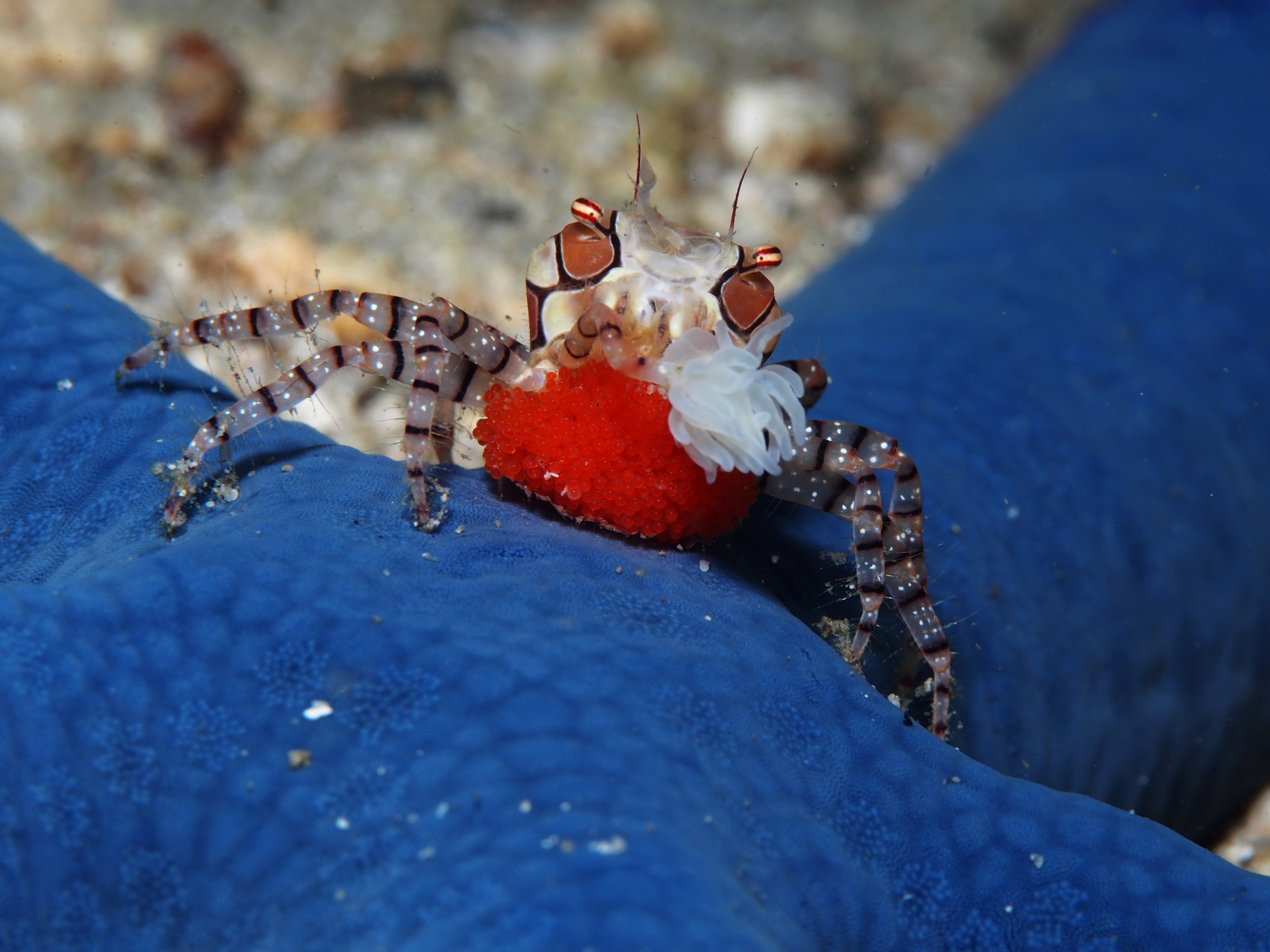
Lybia tessellata avec ses œufs.

## Habitat et répartition
On trouve ce crabe dans les récifs coralliens de l'Indo-Pacifique (Afrique du Sud, Madagascar, mer Rouge, Inde, Indonésie, Philippines, Taïwan, Japon, Nouvelle-Calédonie etc), entre la surface et 40 m de profondeur,.
Les crabes pom-pom girl (tout comme les crabes porcelaine, les poissons-clowns et les crevettes thor amboinensis...) sont menacés par la destruction de leur habitat (les anémones de mer) (réchauffement climatique, pollution, surpêche...).